# Lim Si-hyeon
Lim Si-hyeon (n. 13 iunie 2003, Gangneung, Coreea de Sud) este o arcașă ce a reprezentat Coreea de Sud, medaliată olimpică. A participat la o ediție a Jocurilor Olimpice (2024) în care a câștigat 3 medalii de aur.